# 上田英俊
上田 英俊（うえだ えいしゅん、1965年（昭和40年）1月22日 - ）は、日本の政治家。自由民主党所属の衆議院議員（2期）、自由民主党農林水産関係団体委員長、自由民主党農林部会長代理。元富山県議会議員（6期）。

## 来歴
入善町立入善小学校、入善町立入善中学校、富山県立魚津高等学校、早稲田大学政治経済学部卒業。早稲田大学雄弁会OB。長勢甚遠衆議院議員公設秘書を経て、富山県議会議員。
2021年、年内に予定される第49回衆議院議員総選挙に宮腰光寛が9選を目指し出馬の準備を進めていた。5月、上田が富山2区からの出馬を検討し、保守分裂選挙となる可能性が取り沙汰された。
しかし、2020年の県知事選挙に続き保守分裂選挙を避けたいとした上で宮腰は5月26日に会見で次の衆議院議員総選挙への立候補を取り止め、政界から引退する意向を示した。
2021年9月8日、富山県議会議員を辞職。10月31日の衆議院議員総選挙の投開票の結果、立憲民主党が擁立した新人候補に倍以上の得票差をつけて初当選を果たした。
2024年9月12日、自民党総裁選挙が告示され、旧茂木派からは会長の茂木敏充と加藤勝信の2人が立候補した。上田は茂木の推薦人に名を連ねた。石破茂、高市早苗、小泉進次郎の3人が競り合う構図が固まった終盤、麻生太郎は9月25日に茂木と「反石破」での連携を確認し、茂木派議員の一部も取り込んだ。9月27日総裁選執行。高市が得票数1位で決選投票へ進むも、岸田文雄首相の後押しを受けた石破に敗れた。上田は1回目の投票では茂木に投じ、決選投票では茂木の意向に従わず、石破に投じた。
同年10月27日の第50回衆議院議員総選挙で再選。同年11月15日、自由民主党農林水産関係団体委員長、自由民主党農林部会長代理に就任。

## 政策・主張
- 憲法改正に賛成[17]
- 選択的夫婦別姓について2021年のアンケートで「反対」と回答[17]。
- 同性婚制度の導入について2021年のアンケートで「認めるべきではない」と回答[17]。
- 女性の国会議員を増やすため、候補者や議席の一定数を女性に割り当てるクオータ制の導入に反対[17]。

## 人物

### 統一教会との関係
- 2022年に自民党が実施した統一教会との接点についての点検で「自民党の項目については当てはまらないと判断」し「全てなし」と回答し、氏名公表の対象外となった[18]。

- 2022年7月、NNNのアンケートでは「去年の夏、支援を受けている議員からの紹介で集会で所見を述べた」と回答した[18]。
- 2022年7月9日、富山市で行なわれた記者会見で「応援している議員の方から『あなたの国政に臨むに当たっての考え方を聞きたい』というところでとその方に案内をして行った箇所が1か所と、あと公民館で話をしたという記憶は残っています」と回答した[18][19]。その場が、「統一教会の関連団体の方々が集まる場所だったか？」という質問に対して、上田は「今となったら、たぶんそうだったんだろうと思います」と回答した[19]。

## 所属団体・議員連盟
- 自民党たばこ議員連盟[20]

## 選挙
| 当落 | 選挙                     | 執行日         | 年齢 | 選挙区      | 政党       | 得票数    | 得票率 | 定数 | 得票順位 /候補者数 | 政党内比例順位 /政党当選者数 |
| ---- | ------------------------ | -------------- | ---- | ----------- | ---------- | --------- | ------ | ---- | ------------------ | ---------------------------- |
| 当   | 1999年富山県議会議員選挙 | 1999年4月11日  | 34   | 下新川郡    | 無所属     | 1万4090票 | 40.01% | 2    | 1/3                | /                            |
| 当   | 2003年富山県議会議員選挙 | 2003年4月13日  | 38   | 下新川郡    | 自由民主党 | 1万1169票 | 38.97% | 2    | 2/3                | /                            |
| 当   | 2007年富山県議会議員選挙 | 2007年4月8日   | 42   | 下新川郡    | 自由民主党 | ーー票    | ーー   | 2    | /2                 | /                            |
| 当   | 2011年富山県議会議員選挙 | 2011年4月10日  | 46   | 下新川郡    | 自由民主党 | ーー票    | ーー   | 2    | /2                 | /                            |
| 当   | 2015年富山県議会議員選挙 | 2015年4月12日  | 50   | 下新川郡    | 自由民主党 | 9326票    | 45.27% | 2    | 1/3                | /                            |
| 当   | 2019年富山県議会議員選挙 | 2019年4月7日   | 54   | 下新川郡    | 自由民主党 | 9378票    | 49.79% | 2    | 1/3                | /                            |
| 当   | 第49回衆議院議員総選挙   | 2021年10月31日 | 56   | 富山県第2区 | 自由民主党 | 8万9341票 | 68.41% | 1    | 1/2                | /                            |
| 当   | 第50回衆議院議員総選挙   | 2024年10月27日 | 59   | 富山県第2区 | 自由民主党 | 7万3872票 | 59.32% | 1    | 1/3                | /                            |